# Петър Мицин
Петър Петров Мицин е български плувец, световен рекордьор на 400 m свободен стил при юношите, световен шампион на 400 m и вицешампион на 800 m в същия стил юношите, европейски шампион по плуване за юноши на 200, 400 и 800 m свободен стил, европейски шампион на 400 m свободен стил за младежи до 23 години. 

## Биография
Роден е във Велинград на 19 август 2005 г. Баща му е биатлонист, а майка му – лекоатлетка. Започва да се занимава с плуване на 12-годишна възраст. След първите му успехи треньорката му Йорданка Пенина го мотивира да се състезава в по-дълги дисциплини. След смъртта ѝ Петър Мицин тренира при Николай Вакареев в Сандански. Член е на плувния клуб „Вихрен“ – Сандански.
През ноември 2021 г., едва 16-годишен, става държавен шампион при мъжете на малък басейн на 200 м бътерфлай и на 400 м св. стил.
През 2023 г. става световен рекордьор за юноши на 400 m свободен стил с постижение 3:44.31, поставен на 9 юли 2023 г. на Европейското първенство за юноши и девойки в Белград. На това първенство печели три европейски титли при юношите (200, 400 и 800 m свободен стил). Печели европейска титла на 400 метра свободен стил за младежи до 23 години в Дъблин. Световен шампион за юноши на 400 метра свободен стил и вицешампион на 800 метра от шампионата в Нетаня, Израел (септември 2023). Участва в Летните олимпийски игри в Париж през юли 2024 г., където се класира 19-и на 200 м бътерфлай.